# Rexhep Meidani
Rexhep Kemal Meidani (Mejdani) (ur. 17 sierpnia 1944 w Tiranie) – albański polityk, fizyk i nauczyciel akademicki, profesor, w latach 1996–1997 sekretarz generalny Socjalistycznej Partii Albanii, od 1997 do 2002 prezydent Albanii.

## Życiorys
W 1966 ukończył studia z fizyki na Uniwersytecie Tirańskim, a w 1974 studia podyplomowe na Uniwersytecie w Caen. W 1976 doktoryzował się z fizyki ciała stałego na Université Paris-Sud, a w 1984 obronił doktorat z fizyki materii skondensowanej na macierzystej uczelni. Został nauczycielem akademickim na Uniwersytecie Tirańskim, dochodząc do stanowiska profesora. W latach 1988–1992 pełnił funkcję dziekana wydziału nauk przyrodniczych. Przez kilka lat wykładał na Uniwersytecie w Prisztinie, pracował także m.in. na uczelniach we Włoszech i Niemczech.
W okresie przemian politycznych zajął się również kwestiami dotyczącymi praw człowieka. W 1991 był przewodniczącym centralnej komisji wyborczej przy pierwszych powojennych wielopartyjnych wyborach, wszedł w skład rady prezydenckiej działającej przy Ramizie Alii. W latach 1994–1996 kierował radą albańskiego centrum na rzecz praw człowieka. W 1996 dołączył do Socjalistycznej Partii Albanii, w tym samym miesiącu przewodniczący postkomunistów Fatos Nano, odbywający wówczas karę pozbawienia wolności za korupcję, wyznaczył go na sekretarza generalnego partii. Stanowisko to zajmował do 1997.
Przedterminowe wybory w 1997, przeprowadzone po wydarzeniach albańskiej rewolucji piramidowej, zakończyły się zdecydowanym zwycięstwem socjalistów. Rexhep Meidani uzyskał wówczas mandat deputowanego do Zgromadzenia Albanii. W lipcu 1997 parlament większością 110 głosów wybrał go na urząd prezydenta. Zastąpił Salego Berishę, który zrezygnował ze stanowiska. Funkcję tę pełnił od 24 lipca 2002 do 24 lipca 2007. Nowa konstytucja z 1998 ograniczyła uprawnienia głowy państwa. Rexhep Meidani starał się odegrać rolę mediatora w kryzysie politycznym wywołanym w 1998 zamordowaniem demokratycznego posła Azema Hajdariego. Okres jego prezydentury przypadł też na wojnę w Kosowie – sam opowiedział się za szeroką autonomią Kosowa, a następnie za jego niepodległością.
Powrócił do pracy naukowej, w 2003 uzyskał członkostwo w Akademii Nauk Albanii. W 2005 był kandydatem na przewodniczącego Socjalistycznej Partii Albanii, w partyjnych wyborach pokonał go Edi Rama.
Wyróżniony tytułem doktora honoris causa przez uczelnie w Sofii, Stambule i Salonikach.

## Odznaczenia
- Wielki Order Króla Tomisława (Chorwacja, 2001)[6]